# Marquigny
Marquigny je francouzská obec v departementu Ardensko v regionu Grand Est. V roce 2014 zde žilo 98 obyvatel.

## Poloha obce
Sousední obce jsou: Bairon-et-ses-Environs, Chagny, Lametz a La Sabotterie.

## Vývoj počtu obyvatel
Počet obyvatel